# 射水市立太閤山小学校
射水市立太閤山小学校 （いみずしりつ たいこうやましょうがっこう）は富山県射水市にある公立小学校。

## 沿革
- 1972年 - 小杉町立太閤山小学校開校。
- 1978年4月1日 - 通学区域の一部を新設の小杉町立中太閤山小学校に分割。
- 2002年4月1日 - 小杉町立橋下条小学校と統合。
- 2004年 - 小杉町橋下条の現学校用地（橋下条小学校旧校地とは別）における整備事業が平成16年度文部科学省エコスクールパイロット・モデル事業の認定を受ける。
- 2005年11月1日 - 新湊市および射水郡の全町村が合併し射水市が設置されたことに伴い、射水市立太閤山小学校となる。
- 2006年3月 - 校舎竣工[2]。

## 通学区域
伊勢領1～伊勢領4区、太閤町、太閤山一丁目、千成ケ丘第1、千成ケ丘第3・4、雇用促進住宅、太閤山三丁目～太閤山九丁目、駅南通り一丁目、千成ケ丘第6、千成ケ丘第7、五歩一、大白、二ノ井、赤田、下条新、一条東、一条西

## 交通アクセス
- 射水市コミュニティバス
  - 小杉駅・金山線　「太閤山小学校前」バス停
  - 小杉駅・水戸田経由大門線　「太閤山小学校前」バス停（12月～2月の平日のみ運行）